# Dominikanerkloster Brieg

Das Herzogtum Brieg, 1736

Das Dominikanerkloster Brieg war ein Kloster des Prediger- oder Dominikanerordens (Ordo (fratrum) Praedicatorum, Ordenskürzel OP) in Brieg im damaligen Herzogtum Brieg in Schlesien. Das Kloster wurde 1333/36 von Herzog Boleslaw III. von Brieg gestiftet. Er schenkte dem Kloster sein aus Ziegeln errichtetes Getreidemagazin an der Stadtmauer und einen freien Platz darum herum. Das neue Kloster gehörte zur polnischen Provinz des Dominikanerordens. 1495 führten die Brieger Dominikaner in ihrem Kloster die Observanz ein. In der Reformationszeit um/nach 1524/25 im Herzogtum Brieg verließen immer mehr Mönche das Kloster, und das Kloster war schon um 1525 weitgehend verlassen. In den 1530er Jahren zog Herzog Georg das Kloster ein, die letzten Mönche sollen 1537 vertrieben worden sein. Die Klostergebäude wurden schließlich 1545 zunächst bis auf den Chor der Kirche abgebrochen, ein Jahr später wurde auch der Chor beseitigt.

## Lage
Die exakte Lage des Dominikanerklosters im Altstadtbereich von Brieg ließ sich nicht sicher erschließen, da die Klostergebäude komplett abgerissen worden waren. Das Kloster lag nach Schönwälder auf dem Sperlingsberg innerhalb der Mauern der Altstadt. Die Stiftungsurkunde von 1336, übersetzt und interpretiert von Johann Heyne, beschreibt den Platz auf dem das den Dominikanern geschenkte Getreidemagazin stand wie folgt: (das Getreidemagazin) „... mit der einen Wand an der Stadtmauer gelegen und den ganzen freien Platz welcher gegen Osten am Ende dieses Magazins anfängt sich gegen das Schloß bis zum kleinen Graben ausdehnt, der gegen Westen am Ende des Hofes des Gnemer von Stachow beginnt und an der Stadtmauer fortläuft gegen Süden aber von einer Gasse und gegen Norden von der Stadtmauer geschlossen wird. 1502 stürzte ein Teil der Stadtmauer zur Oder hin“ ein und riss einen Teil des an die Mauer angelehnten Dominikanerklosters mit. Nach einer Beschreibung von 1540 lag das Dominikanerkloster zum Heiligen Kreuz „auf dem Berge hinter den fürstlichen Ställen“. Mit diesen Lagebeschreibungen kommt als Standort quasi nur eine Lage westlich/nordwestlich des Schlosses in Frage; damit müsste die Stadtmauer das Schloss und den heutigen Park eingeschlossen haben.

## Geschichte
Die Dominikaner waren als Bettel- und Predigerorden besonders beim einfachen Volk beliebt, da die Mönche in der Landessprache predigten und dadurch dem einfachen Volk näher standen als der etablierte Klerus. Das Dominikanerkloster in Brieg war die letzte Klostergründung des Dominikanerordens im mittelalterlichen Schlesien.

### Das neue Kloster im Kontext der bereits existierenden Dominikanerklöster in Niederschlesien
Die Gründung des neuen Klosters erfolgte in einem Gebiet, in dem bereits mehrere Dominikanerklöster existierten, so in Breslau, Schweidnitz, Oppeln, Frankenstein und Löwen. Jedes Dominikanerkloster hatte, um Konflikte mit anderen Dominikanernklöstern zu vermeiden, einen abgegrenzten Klosterkreis (oder fachsprachlich Terminierbezirk), in dem dieses Dominikanerkloster das ausschließliche Recht hatte Almosen zu sammeln. Allerdings sind diese Klosterkreise im Allgemeinen schlecht bekannt. Es ist anzunehmen, dass die Stadt Brieg vor den Klostergründung bereits zu einem Klosterkreis eines benachbarten Dominikanerklosters gehörte und daher für das Brieger Dominikanerkloster ein eigener Klosterkreis neu geschaffen werden musste. Auffallend ist auch, dass die beiden Klöster in Brieg und Löwen, zumindest nach den erhaltenen Urkunden zu urteilen, nie interagiert haben. Das Kloster Löwen lag nur knapp 20 km südöstlich von Brieg, in der damaligen Stadt Löwen.

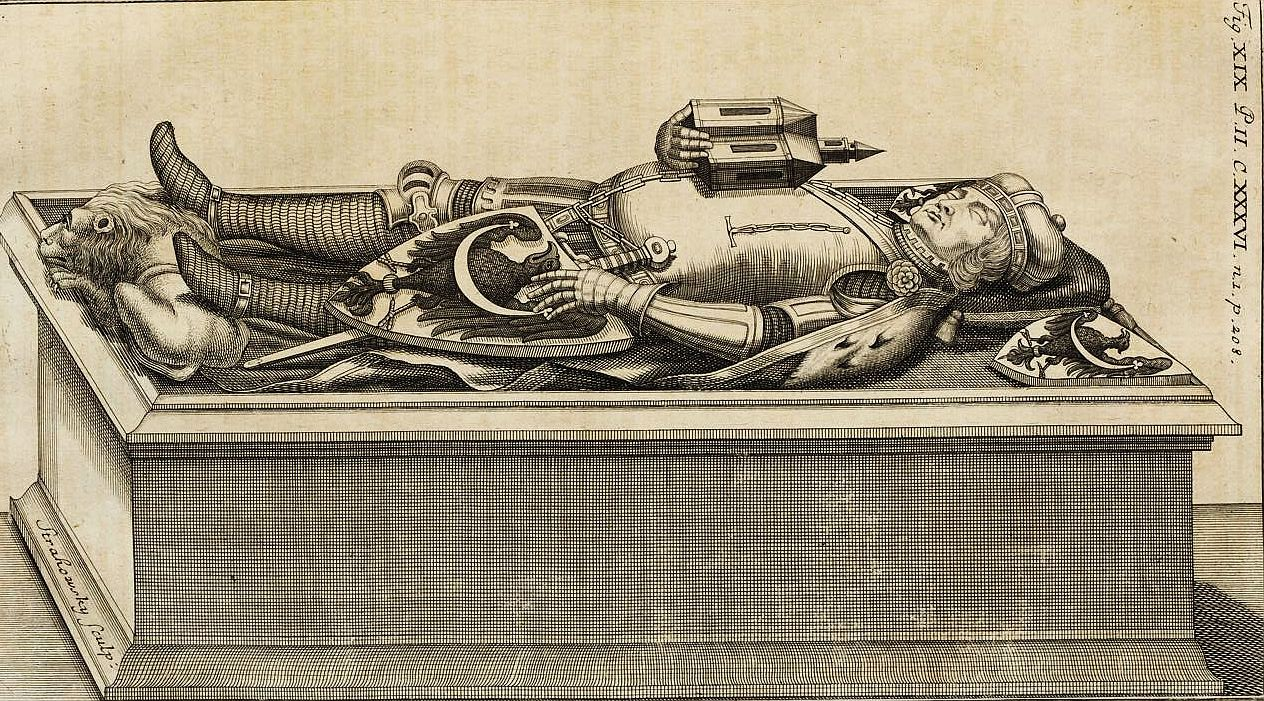
Grabplatte von Herzog Boleslaw III. im Kloster Leubus (Abbildung 18. Jahrhundert von Bartholomäus Strachowsky), mit Kirchenmodell (Hinweis auf seine Klostergründung)

### Die Gründung des Dominikanerklosters
Die äußeren Umstände der Klostergründung müssen zuvor noch kurz erwähnt werden. 1311 war das Herzogtum Brieg durch Abtrennung vom Herzogtum Breslau entstanden, dessen erster Herzog Boleslaw III. sich 1329 der Krone Böhmens unterstellte. Herzog Boleslaw III. war nicht immer nur ein Wohltäter der Kirche. Wegen mehrfacher gewaltsamer Übergriffe auf Kirchengut war er vom Breslauer Bischof Nanker mit dem Kirchenbann belegt worden. Die Klostergründung mit ihrer großzügigen Fundation seitens des Herzogs könnte also auch eine Sühneleistung gewesen sein, obwohl in der Urkunde keine Hinweise darauf zu finden sind. Sicherlich wollte er sich als erster Herzog von Brieg auch als Klostergründer hervortun.
1332/33 zeigte Herzog Boleslaw III. von Brieg und Liegnitz die Absicht an, in seiner Residenzstadt Brieg ein Dominikanerkloster zu stiften. Er schrieb an den Breslauer Bischof Nanker, dass er die Johanniter mit einem jährlichen Jahreszins von 10 Mark aus den herzoglichen Einkünften in Grottau entschädigt habe, da sie als Patrone der Stadtpfarrkirche von Brieg durch das neue Kloster Einkommenseinbußen haben könnten. 1336 übertrug er den Johannitern zusätzlich noch 10 Hufen in Beroldisdorf, Hainauer Districts (Bärsdorf östlich von Haynau), die vormals die Mönche des Zisterzienserklosters Leubus als Pfand hatten.
Herzog Boleslaw III. wandte sich mit seinem Wunsch einer Klostergründung auch an den Heiligen Stuhl, und am 23. September 1333 genehmigte Papst Johannes XXII. durch eine in Avignon ausgestellten Bulle die zukünftige Gründung, allerdings unter der Bedingung, dass in dieses neue Kloster nur zehn, nach anderer Quelle nur 12 Dominikanerbrüder aufgenommen werden sollten. Diese Zahl wurde aber nicht zu allen Zeiten eingehalten, denn 1512 hatte der Konvent 18 Mitglieder. Allerdings sind 1414 auch nur sieben Mitglieder genannt.
Der Bau des Klosters verzögerte sich zunächst aus nicht bekannten Gründen, denn Herzog Boleslaw III. stellte erst am 9. Januar 1336 eine Stiftungsurkunde aus, in der die Fundationsgüter für das neue Kloster beschrieben werden.
Mit dieser Urkunde überließ Herzog Boleslaw III. von Brieg den Dominikanern der polnischen Ordensprovinz sein aus Ziegeln gebautes Getreidemagazin in Brieg und einen großen Platz darum herum. Das zu errichtende Kloster brauchte kein Wachtgeld (eine Abgabe von der die Wächter besoldet wurden) zu bezahlen und war von allen Abgaben und allen gewöhnlichen und außergewöhnlichen Steuern befreit. Die Ordensbrüder durften aber kein Tor bzw. keine Durchgangspforte zum Hofraum des Klosters durch die Stadtmauer brechen. Ihnen wurde es aber erlaubt ein Schlafzimmer (wohl Dormitorium) und Werkstätten sowie einen Turm außerhalb der Stadtmauer frei anzulegen. Sie durften in allen Wäldern des Herzogtums Brieg auf beiden Seiten der Oder frei liegendes Holz als Brennholz sammeln und stehendes Holz zu Bauholz schlagen. Sie erhielten außerdem die freie Hutung für die Pferde des Konvents. Sie durften Gras mähen und bis zu 20 Wagen Heu machen für die Klosterpferde. Außerdem waren sie berechtigt zur Fischerei bis zur letzten Mühle gegen Briesen. Diese Vorrechte durften weder von Adligen noch von Bürgern verletzt werden, sonst sollten sie der Ungnade des Herzogs verfallen. Ausdrücklich ist in der Urkunde vermerkt, dass das Kloster mit dieser Schenkung erst erbaut werden sollte, d. h. zu diesem Zeitpunkt war mit dem Bau noch nicht begonnen worden. Am 19. Juli 1336 stellte Bischof Nanker von Breslau eine Urkunde aus, in der er schildert, dass Bruder Johann vor ihm steht, der Lektor des Dominikanerkonvents in Breslau in Vertretung des Johann von Schwenkfeld, Lektors des Dominikanerkonvents in Schweidnitz, und im Auftrag der polnischen Ordensprovinz und in Anwesenheit anderer Dominikanerbrüder die päpstliche Zustimmung und die Fundationsurkunde zur Klostergründung von Herzog Boleslaw III. von 1336 vorgelegt hat. Bischof Nanker gab nun ebenfalls seine Zustimmung zur Klostergründung, auch wegen seiner hohen Achtung vor dem Predigerorden, der am „Firmament der Kirche in hellem Glanz strahlt“. In einer 1346 ausgestellten Urkunde befreite Herzog Boleslaw III. das Dominikanerkloster noch einmal ausdrücklich von allen herzoglichen Steuern und Lasten.
Boleslaw wurde erst auf dem Totenbett vom Kirchenbann gelöst; er starb 1348 und wurde im Kloster Leubus begraben. Seine Grabplatte im Kloster Leubus zeigt ihn mit einem Kirchenmodell, einem Attribut für seine Klostergründung.

### Erste Schenkungen an das neue Kloster
Mit dem Bau des Klosters dürfte gerade erst begonnen worden sein, da erhielten die Mönche bereits erste Schenkungen.
Am 7. August 1336 bestätigte Herzog Boleslaw III. das Vermächtnis des Conrad von Hennersdorf und seiner Ehefrau Katharina, die zu ihrem und ihrer Vorfahren Seelenheil ihre halbe Hofstätte zu Brieg, „links an der Stadtmauer wenn man zur Kirche Unser Lieben Frauen geht, mit aller beweglichen und unbeweglichen Habe“ den Dominikanern überlassen hatten. Am 12. April 1337 schenkte Johann von „Betolsdorf“ (Bärzdorf), ein Bürger von Brieg, den Dominikanerbrüdern einen jährlichen Zins von einem halben Vierdung und einer Quart aus einem am Ende des Dorfes Paulau (sw von Brieg) liegenden Garten als Ewiges Almosen. Die Schenkung wurde von Herzog Boleslaw III. urkundlich bestätigt. Die Rechtmäßigkeit dieses Zinses wurde 1516 vom Hauptmann des Bischofs von Lebus bezweifelt; er verlangte die Vorlage der Originalurkunde, deren Echtheit er aber anzweifelte. Nach Rücksprache mit Bischof Dietrich von Lebus, der die Urkunde als echt einstufte, ließ er sich zur Anerkennung der Rechtmäßigkeit des Zinses bewegen.
Am 1. November 1338 verkaufte der Ortsherr von Schönfeld bei Brieg und Besitzer von acht dortigen Hufen einen Jahreszins von drei Mark an das Dominikanerkloster Breslau, übernahm aber die Verpflichtung zum Rossdienst. Diese Schenkung an das Dominikanerkloster in Breslau deutet Eistert so, dass der Brieger Konvent noch nicht ganz vollständig vor Ort war. Nach alten chronikalischen Angaben soll das Brieger Haus bzw. der Bauplatz erst 1338 durch den Breslauer Bischof die erste Weihe erhalten haben.
1340 schenkten Michael Sellator und dessen Söhne zu ihrem und ihrer Vorfahren Seelenheil den Dominikanern beim Heiligen Kreuz zu Brieg einen halben Garten auf dem Schlossberg zu Riczen/Reczyn (Burg Ryczyn|Ritschen); auch diese Schenkung bestätigte Herzog Boleslaw III. durch Urkunde vom 13. Juni 1340. 1342 schenkte Nicolaus Quos den Dominikanern einen Jahreszins von einer Mark aus dem Dorf Giesdorf und stiftete damit ein Ewiges Licht in der Klosterkirche. Herzog Boleslaw III. bestätigte auch diese Schenkung und befreite die neue Besitzung der Dominikaner in Giesdorf von allen herzoglichen Steuern und Lasten. Das Dorf Giesdorf ging in den Jahren 1347 bis 1377 durch Verkäufe in den Besitz des Brieger Hedwigstiftes über. 1458 verkauften die Dominikaner daher diesen Zins ebenfalls an das Hedwigstift.
1361 vermachte Nicolaus Reyniczko der Stadtpfarrkirche, der Dominikanerkirche und der Hospitalkirche (der Antoniter) je 15 Mark.

### Der Klosterbau
Trotz der reichlichen Fundationsgüter und den frühen Schenkungen mussten die Dominikaner 1342 eine Anleihe von 80 Mark aufnehmen, für die sie jährlich acht Mark Zins bezahlen mussten. Diese Anleihe wurde sicher für den Bau der Konventsgebäude und der Klosterkirche gebraucht. Der Bau schritt nur langsam voran.
1369 muss zumindest der Chor der Klosterkirche fertiggestellt gewesen sein, denn in diesem Jahr wurde die verstorbene Frau von Herzog Heinrich VIII. von Brieg, Helena Gräfin von Orlamünde in einer Gruft unter dem Chor der Klosterkirche beigesetzt. Die Klosterkirche hatte das Patrozinium zum Heiligen Kreuz bekommen.
1372 hatten die beiden Dominikanermönche Nicolaus und Paul, Söhne des Nicolaus Gruninberg von dem Breslauer Bürger Johannes Saxo einen Zins von vier Mark geerbt, den die Stadt Brieg jährlich bezahlen musste. Dieser Zins sollte nach dem Tod der beiden Brüder teils in Form von Ziegeln und Kalk, teils in Form von Nahrungsmitteln dem Kloster ausbezahlt werden. Die Ausbezahlung des Zinses in Form von Naturalien, Kalk und Ziegeln, ist ein eindeutiges Indiz dafür, dass der Klosterbau noch im Gange war.
Mit einer undatierten Urkunde aus dem Zeitraum 1373 bis 1381 stellte der Mainzer Erzbischof Ludwig allen denjenigen einen 40-tägigen Ablass aus, die an bestimmten Feiertagen die Kirche oder das Kloster der Dominikaner besuchten, oder für das Kloster arbeiteten. Einen weiteren 40-tägigen Ablass erhielten Besucher oder Personen, die das Kloster der Predigermönche auf dem Berge besuchen oder sonst der Nothdurft der Predigermönche hilfreiche Hand leihen, von Bischof Lamprecht von Bamberg 1376. Aus beiden Urkunden kann man sicher schließen, dass der Klosterbau in den 1370er Jahren noch im Gange war. Eistert denkt aber bei diesen Baumaßnahmen eher an einen Wiederaufbau des Klosters. Jedoch ist in keiner Urkunde auch nur eine Andeutung zu finden, dass das Kloster zerstört oder durch Brand beschädigt worden wäre. Daher ist wohl eher eine lange Bauzeit des Klosters anzunehmen, oder vielleicht auch ein größerer Umbau oder Erweiterungsbau.
Schon 1394 war Conrad von Liegnitz beauftragt worden, für die Klosterkirche der Dominikaner 12 Glasfenster, also wohl im Chor, zu fertigen. 1394 stellte der Breslauer Bischof Wenzel für alle diejenigen einen 40-tägigen Ablass aus, die die Kirche der Dominikaner besuchten, dort das Paternoster beteten, dem Messpriester ministrierten oder andere fromme Werke taten.
Herzog Ludwig I. († 1398) vermachte den Dominikanern („Den brudirn off den berge czum Brige“) 1396 testamentarisch 10 Mark. Das Legat steht sicher auch im Kontext der immer noch laufenden Bauarbeiten.
Der Bau der Klosterkirche wurde erst 1410 vollendet, als der Rat der Stadt den Zimmermann Michael Glocz „von der Neisse“ beauftragte, für 55 Mark und für einen Parchan (Barchent) das Dachwerk der Dominikanerkirche aufzurichten. Die Dominikaner sollten ihm drei große Seile und Eisen nach Bedarf, und Arbeiter zum Heben bereitstellen. Die 24 oder 25 Sparren des Dachwerks sollten zweifach sein.

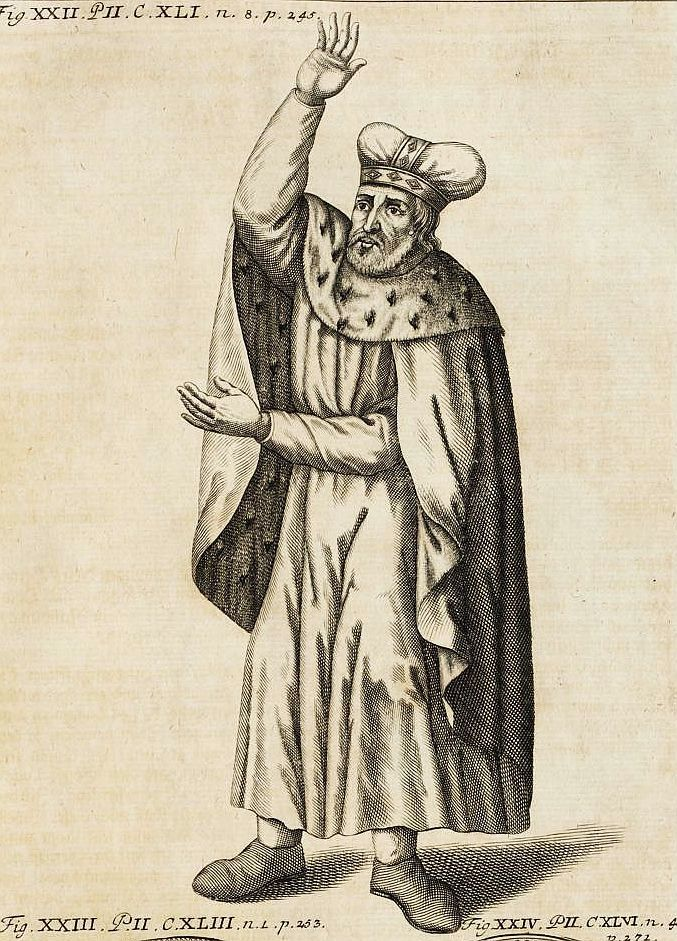
Herzog Ludwig I., Kupferstich von Bartholomäus Strachowsky, 1733

### Konflikte mit den anderen kirchlichen Institutionen
Zu den bereits ansässigen drei bereits vor den Dominikanern in Brieg ansässigen Orden, Franziskanern, Johannitern und Antonitern kam 1371 noch ein Kollegiatstift, das Hedwigstift hinzu. 1368 ließ Herzog Ludwig I. die Hedwigskirche am Schloss erbauen und gründete dort ein Kollegiatstift. 1371 wurden die ersten Präbenden für sechs einfache Kanoniker und einen Dechant besetzt; später kamen noch weitere Stellen hinzu.
Bald darauf (1375) kam es zu Rangstreitigkeiten zwischen den drei Orden und dem Hedwigstift bei kirchlichen Prozessionen, zu deren Schlichtung sogar der Diözesanbischof eingreifen musste. Er bestimmte, dass an der Spitze einer Prozession zuerst die Franziskaner, dann die Dominikaner, dann der Kommendator der Johanniter, der damals zugleich Stadtpfarrer zu St. Nikolaus war, mit Fahnen und seinen Schülern, und dahinter der Dechant und die Stiftherren mit den Vikaren, Klerikern, Schülern und Fahnen des Hedwigstifts folgen sollten. Der Dekan und die Stiftsherren erhielten aber das Recht, an alle Schüler und Kleriker die Sakramente zu spenden.

### EineLeichenentführung
1466 beschwerte sich der Kommendator der Johanniterkommende und Stadtpfarrer von St. Nikolai in Brieg Johannes Czalner über die Dominikaner und ihren Prior Johannes Mechewicz über folgenden Vorgang bei der Beerdigung der Margarethe Raczborynne: er ließ vor einem Notar ein Zeugnis über den Vorgang aufsetzen, das von einer ganzen Reihe von Zeugen, darunter auch ein Bürgermeister und einige Kanoniker des Hedwigstifts unterzeichnet wurde. Der Kommendator und seine Konventualen wie auch der Schulrektor mit Schülern standen in der Kirche, sangen die Vigilien und wollten die Leiche der Margarethe zum Friedhof begleiten. Da kamen der Dominikanerprior Johannes von Mechewitcz und seine Brüder mit ihrem Kreuz, sangen das libera nos (Erlöse uns) und brachten die Verstorbene in ihre Kirche, wo sie sie auf dem Klosterfriedhof bestatteten. Anscheinend ging auch noch eine Beschwerde der Domherren bzw. des Hedwigstiftes über die Dominikaner beim Bischof ein. Jedenfalls entschied der Bischof 1471(!) zugunsten des Hedwigstiftes.

### Sühneleistung für einen Mord
Im Jahr 1360 versprach Mirsan von Pogarell auf dem Rathaus in Brieg zur Sühne eines Mordes, einen Priester nach Rom zu senden, der dann nach Rückkehr die päpstlichen Zeugnisse (… dass er in Rom war) der Witwe vorlegen sollte, 1000 Messen durch die Dominikaner und Franziskaner lesen zu lassen und eine Wallfahrt nach Aachen auszurüsten.

### Weitere Schenkungen und Jahrtagsstiftungen
Die Dominikaner erhielten mit fortschreitendem Klosterbau zahlreiche größere und kleinere Schenkungen, meist für Jahrtagsstiftungen oder Seelgeräte; andere Schenkungen sind nicht weiter spezifiziert. Die Jahrtagsstiftungen flossen noch bis Anfang des 16. Jahrhunderts.
1372 vermachten die namentlich nicht genannte Witwe des Nicolaus Reichenstein und ihr Sohn von ihrem Landbesitz der Stadtkirche St. Nikolaus zwei Mark und der „Heiligen Jungfrau“ (Frauenkirche) 1½ Mark von ihrem Gehöft im Wert von 11½ Mark. Der Dom (Hedwigskirche) erhielt einen Vierdung, die Dominikaner eine Mark, das Antoniusspital einen Vierdung, der „Hl. Lazarus“ eine halbe Mark, die Franziskaner zwei Mark und ihr Beichtvater Franczko eine Mark, und ein Bett und ein Kissen. 1372 erhielten die Dominikaner eine kleinere Schenkung über einen halben Vierdung für den Konvent und einen Vierdung für die Klosterkirche von Katharina, Tochter des Gärtners Hanko.
1399 vermachte Nicolaus Horlalicz einen jährlichen Zins von einem Stein gereinigten Talgs von einer Fleischbank in der Stadt an die Klosterkirche der Dominikaner, zu Händen des Kirchenvaters (wohl der Prior) Nicolaus Aurifabri (Goldschmied).
Aufgrund dieser Vermächtnisse und Schenkungen hatte der Breslauer Bischof wohl Einwände erhoben, dass die Dominikaner als Bettelorden Grundeigentum erworben hatten und regelmäßige Einnahmen aus Jahreszinsen erzielten. In einer Urkunde vom 29. April 1399 stellte der Breslauer Offizial und Kanoniker Georg Füllschüssel ein Urkunde aus, in der er bestätigte, dass der Prior des Brieger Dominikanerklosters ihm eine Bulle von Papst Bonifaz IX. vom 9. Januar 1396 vorgelegt habe, in der der Papst dem Orden das Privileg gewährte, in Säkulargüter zu sukzedieren oder diese rechtlich erwerben zu dürfen.
Am 19. April 1400 schenkte Franz Cunradi den Dominikanern einen wiederkäuflichen jährlichen Zins von drei Mark für ein Seelgerät aus den Gütern des Johannes Czamborius „de Stynavia“. Der Wiederkaufswert sollte 30 Mark betragen. Ein weiteres Seelgerät zu Händen der Dominikaner stiftete Nicze Goldsmed 1404. 1411 stifteten Katharina, Witwe des Hermann, und eine Hilla, vermutlich die Schwester der Katharina, den Dominikanern einen jährlichen Zins in Höhe von einem Vierdung aus einer Fleischbank in Brieg. Agnes Schreibersdorf bedachte nicht nur das Hedwigstift mit großzügigen Schenkungen, sondern stiftete 1414 für ihren verstorbenen Sohn Clemens, der Dechant im Hedwigstift war, auch ein Seelgerät bei den Dominikanern; dafür gab sie eine Mark jährlichen Zins aus dem Dorf Pogarell.
Am 15. Januar 1414 vermachte Katharina Brigerynne, Witwe des Janusch, Bürger zu Brieg den Dominikanern 26 Mark zum Kauf eines jährlichen Zinses von zwei Mark. Das Testament ihres Mann enthielt für die Dominikaner ursprünglich eine Fleischbank als Vermächtnis, die sie aber nicht annehmen konnten, wollten oder durften. In dieser Urkunde werden der Prior, der Lektor, der Subprior und der Sakristan sowie drei weitere Brüder namentlich genannt.
1419 bestimmte der Rat der Stadt Brieg einen jährlichen Zins in Höhe von zwei Mark, wiederkäuflich bzw. ablösbar mit 20 Mark für einen Altar in der Klosterkirche der Dominikaner, der einst von Janus Fleischer gestiftet worden war. Der Zins wurde 1443 von der Stadt abgelöst und an einen Johann Borschnitz ausgezahlt.
1459 vermachte Dorothea, Witwe des Brieger Gerbers Peter Neudorff dem Konvent 18 ungarische Gulden zur Ausbesserung der Gebäude. Dafür sollten die Ordensbrüder aber Messen lesen. In der Urkunde werden 10 Brüder namentlich erwähnt.
1483 hinterließ Katharina Hawtczkynne durch ihre Vormünder Hannus Borsschnicz zu Jenkwitz und Friedrich Warkusch zu Linden einen jährlichen Zins von drei Mark zu Jenkwitz an drei kirchliche Institutionen; zum Ersten eine Mark der Kirche von Jenkwitz, zum Zweiten eine Mark den Dominikanern und zum Dritten eine Mark der Kirche der Franziskaner, St. Peter und Paul.
1513 bestätigten die Dominikaner den Brüdern Hans Genkewicz und Nicolaus Genkewicz gen. Possodofisky als Seelenwärter des Hans Frankinberg zu Prosoltcz, die vom Konvent übernommenen Verpflichtungen bezüglich der Jahrzeit für Letzteren.
1514 erhielten die Dominikaner ein Legat von Jan Frankenberg über 100 Gulden. Davon sollten 50 Gulden zur Ausbesserung der Gebäude und 50 Gulden zu anderen Zwecken verwendet werden. Die Brüder sollten für ihn und seine Frau Anna und ihre Kinder nach ihrem Tod Messen lesen, und ihre Namen einmal im Jahr am Donnerstag nach Laetare genannt werden. Die Toten des Geschlechts sollten mit dieser Gabe das Recht haben, in der Klosterkirche begraben zu werden. Die Familienmitglieder sollten, wenn sie den Wunsch hätten, jederzeit in die Rosenkranzbruderschaft aufgenommen werden. Die Vereinbarung sollte außerdem vom Provinzial des Dominikanerordens bestätigt werden, sobald er wieder im Lande wäre.

### Unterstützung durch die Stadt Brieg
Die Stadt Brieg stand der Klostergründung wohlwollend gegenüber und unterstützte den Klosterbau. 1372 verpflichtete sich der Rat für einen Kredit von 30 Mark dem Kloster jährlich auf zwei Termine zwei Tonnen Heringe zu liefern. Sie behielten sich die Ablösung dieses Naturalzinses vor, verpflichten sich aber, dafür einen anderen Zins zu zahlen. Die Dominikaner durften laut ihren Ordensstatuten kein Fleisch essen; Fisch fiel aber nicht unter dieses Verbot.
Am 8. Juli 1394 nahm die Stadt Brieg zum Bau der Weinkeller und Schuhbänke ein Kapital von 18 Mark 8 Skot von Hanko Grunenberg auf, für das sie zwei Mark jährlichen Zins bezahlen musste. Nach dessen Tod sollte die Stadt das Kapital innerhalb eines Jahres abbezahlen, und zwar wöchentlich 20 Skot, aber nicht an die Erben, sondern wöchentlich je 10 Skot an die Dominikaner und 10 Skot an die Franziskaner.
Am 14. April 1467 legte Prior Johann Mechwicz den Stiftungsbrief von Boleslaw III. den Landschöppen vor, dass das Dominikanerkloster das Fischrecht in der Oder von der Brücke bei Brieg bis zur letzten Mühle gegen Briesen innehabe. Die Landschöppen bestätigten die Echtheit der Urkunde bzw. dass die Dominikaner tatsächlich dieses Fischrecht besitzen. Am 7. Juli 1467 wurde der Dominikanerprior durch die Brieger Landschöppen tatsächlich in die Fischerei auf der Oder von der Oderbrücke bei Brieg bis zur letzten Mühle bei Briesen eingewiesen.

### Verkäufe
Aus dem 15. Jahrhundert sind auch einige Verkäufe dokumentiert. Die Gründe für die Verkäufe sind meist nicht genannt, allerdings ist in einer Schenkung des Jahres 1459 erwähnt, dass das Geld zur Ausbesserung der Gebäude zu verwenden sei. Am 22. März 1425 verkaufte der Konvent der Dominikaner 19 Morgen Acker, unter der Stadt gelegen an den Brieger Bürger Erasmus Dietrich um 40 Mark (gerechnet 32 Weißgroschen für eine Mark). Die Dominikaner räumten sich ein Rückkaufrecht für dieselbe Summe ein. Dazu kam es aber nicht, denn die Morgen Acker waren 1536 noch im Besitz eines Nachkommen des Erasmus Dietrich.
1458 musste der Konvent einen Kredit beim Hedwigstift aufnehmen, für den er eine Mark jährlichen Zins bezahlen musste, der auf das Klostergut in Gießmannsdorf versichert war. In der Urkunde werden sieben Brüder genannt, vermutlich aber nicht der gesamte Konvent, darunter der Prior Johannes Gloger, der Subprior Jacobus Coci und der Sakristan Johann Piscatoris. Die Kreditaufnahme steht sicher im Zusammenhang mit den bereits erwähnten Ausbesserungen an den Gebäuden.

### Der Überfall der Hussiten
1428 wurde die Stadt Brieg durch die Hussiten eingenommen. Dabei wurde die Stadtpfarrkirche St. Nikolai in Brand gesteckt und auch das Dominikanerkloster geschädigt.

### Die Rosenkranzbruderschaft
Ende des 15. Jahrhunderts hatte sich im Dominikanerkloster auch eine Bruderschaft des Rosenkranzes Unser Lieben Frauen zusammengefunden. 1489 nahm Hans Colmeise einen Kredit auf sein Haus und Hof in der Burggasse in Höhe von acht Mark Heller bei der Bruderschaft auf, für den er einen jährlichen Zins von drei Vierdung bezahlen musste, der zum Ankauf von Kerzenwachs bestimmt wurde.

### Einführung der Observanz
Im 15. Jahrhundert lagen die Klosterdisziplin und die Beachtung der Klosterregeln auch in vielen Dominikanerklöstern im Argen.
Infolgedessen kam es innerhalb des Ordens zu einer Observanzbewegung, die darauf abzielte, die Ordensregeln wieder streng zu handhaben, und der sich innerhalb der deutschen Ordensprovinz bis 1480 34 Klöster anschlossen. Das Dominikanerkloster Brieg gehörte allerdings zur polnischen Provinz, von der keine Zahlen zu reformierten Klöstern vorliegen. Das Dominikanerkloster in Brieg schloss sich 1495 unter Mitwirkung des Provinzials der polnischen Dominikanerprovinz Johannes Advocatus (Vogt/Voyt/Foyt) und damit sehr spät der Observanz an. Auf den 1. Advent 1495 (29. November) stellten die Mönche außerdem ein Marienbild in der Sonne beim Predigtstuhl in ihrer Kirche auf. Das Kloster wurde nach der Reform dem Ordensmeister der Dominikaner direkt unterstellt und quasi aus der polnischen Ordensprovinz herausgelöst (wie auch die Dominikanerklöster Breslau, Frankenstein und das Dominikanerinnenkloster St. Katharina in Breslau).

### Klostereinsturz, Wiederaufbau und die Zeit kurz vor der Reformation
Nach einem verheerenden Oderhochwasser stürzte 1502 ein Teil der Brieger Stadtmauer zur Oder hin ein. Dabei stürzte auch ein Teil des an die Mauer angelehnten Dominikanerklosters ein. „Was noch stehen blieb gerieth auch mehr und mehr in Verfall so dass das Ganze mehr einer Spelunke glich als einem Kloster. Es fehlte an einem Refektorium, einem Schlafsale, einer Krankenstube, ja selbst an einem Abtritte.“ Eistert geht davon aus, dass ein Teil der Mönche (oder alle?) das Kloster für einige Jahre verlassen mussten, da es unbewohnbar war. Am 2. Februar 1507 starb beispielsweise der Subprior der Brieger Dominikaner Caspar Braxatoris (Brauer) im Exil.
1513 hatte der Konvent noch 18 Mitglieder; namentlich werden genannt Johannes Pileatoris (Hütter), Dr. der Hl. Schrift, Kustos und Prior, Martin von Schweidnitz, Lesemeister und Prediger und der Sakristan Jacobus Cerdonis,
1514 begann Prior Johannes Pileatoris mit dem zügigen Wiederaufbau der durch den Mauereinsturz zerstörten Klostergebäude. Bereits sein Vorgänger Ambrosius hatte begonnen, wenigstens das Refektorium zu renovieren; diese Baumaßnahmen konnte sein Nachfolger nun zu Ende bringen. Prior Pileatoris ließ den Schlafsaal neu bauen, in der Bibliothek setzte er Fenster ein und ließ die Räume neu weißen. Im Klosterzimmer richtete er ein Zimmer als Krankenzimmer her und baute den Abtritt neu. Auch die Kirche, die Hospitalstube, die Wohnhäuser und die Küche ließ er renovieren. Dazu musste er mit Zustimmung des Konvents und des Dominikaner-Provinzials Johannes Darlehen aufnehmen. In dieser für das Dominikanerkloster schweren Zeit erhielt er vom Ölmüller Johannes Schreiberdorff eine Erbschaft in Höhe von 100 Mark (à 32 Groschen) testamentarisch vermacht. Der Konvent verpflichtete sich zum Dank für dessen Seele eine tägliche Ewige Messe, jährlich 9 Vigilien und am Elisabethtage (19. November) ein Requiem zu lesen. 1515 deckte ein schwerer Sturm das Dach der Klosterkirche ab.
Am 22. Mai 1517 starb Martin Pileatoris, der Bruder des Priors Johannes Pileatoris, Priester aus Brieg gebürtig. Am 9. Februar 1522 starb Bruder Mermolaus, Prediger des Brieger Konvents.

### Raub, Mord und Totschlag
Auch die Mönche blieben nicht von Verbrechen verschont. 1383 wurde das Kloster Opfer eines Raubüberfalls. Der Diener des Jeraschin von Pogarell, ein Maczko Bohemus klagte vor dem Rat der Stadt, dass Conrad Krenewicz und dessen Komplize Smolko den Dominikanern im Wald zwei Pferde geraubt haben.
Anfang Januar 1513 kam es zu einem Verbrechen an dem reisenden Dominikanermönch Vincentinus, subdiaconus de conventu Costnensi (Subdiakon im Dominikanerkloster Konstanz); wurde in der Nähe von Ohlau grausam, aber unschuldig erschlagen. Er wurde in Brieg auf dem Klosterfriedhof der Dominikaner beigesetzt.
Am 2. Mai 1519, am Fest Kreuzerhöhung, kam es zu einem folgenschweren Zwischenfall zwischen einem Mönch des Dominikanerklosters und einem Mönch des Franziskanerklosters; zur Erinnerung, beide Orden waren Bettelorden. An Markttagen sandten beide Klöster ihre Terminierer (Almosensammler) auf den Markt, um Abgaben für die jeweiligen Klöster zu erbetteln. Beide Almosensammler waren mit einem Brett mit Griff ausgerüstet, das den Marktbesuchern hingestreckt wurde und auf das sie ihre Almosen legen sollten. Damit sich die beiden Almosensammler nicht begegneten, hatte der Rat der Stadt jedem einen bestimmten Bereich des Marktes zugewiesen. An diesem Tag hielt sich der Franziskaner aber nicht an die Anordnung des Rats und überschritt seinen Bereich. Dabei begegnete ihm der Almosensammler der Dominikaner. Es kam zu einer wüsten Schimpferei zwischen den beiden, und sofort bildete sich eine Traube Volks um die beiden. Im weiteren Verlauf der Schimpftiraden schlug der Franziskaner den Dominikaner mit seinem Sammelbrett derart auf den Kopf, dass dieser tot zu Boden sank. Der Leichnam des Erschlagenen wurde erst nach geraumer Zeit von seinen Mitbrüdern ins Kloster gebracht. Der Täter aus den Reihen der Franziskaner floh nach Polen, sodass er nicht mehr belangt werden konnte.

### Priore und andere Ämter
Die Klostervorsteher wurden im Dominikanerorden meist Priore genannt, in der Stellung aber durchaus vergleichbar mit einem Abt in anderen katholischen Männerorden. Die Priore des Dominikanerklosters Brieg sind bisher nur sehr lückenhaft bekannt. An anderen Ämtern bzw. Würden im Konvent sind genannt, Subprior, Sakristan, Kustos und Lesemeister.
| Amtszeit         | Prior                                                            | Sonstige Ämter und Anmerkungen |
| ---------------- | ---------------------------------------------------------------- | --- |
| 1342             | Symon, Prior in Brieg                                            | |
| 1410             | Johannes von Brieg                                               | Prior von Brieg https://archive.org/details/actacapitulorumg03domi_0/page/140/mode/1up?view=theater&q=Polonie                                                |
| 1414             | Andreas Swidnicz                                                 | Prior NN. Twarg Subprior |
| 1458             | Johannes Gloger                                                  | Prior, Subprior Jacobus Coci |
| 1459, 1466, 1467 | Johann Mechwicz/Mechewicz                                        | Prior 1459: Jacob Coci Subprior |
| 1502             | Johannes Pileatoris                                              | Prior |
| 1507             | Ambrosius († 5. Oktober 1508)                                    | Prior Caspar Braxatoris, Subprior (stirbt am 2. Februar 1507 im Exil)                                                                                        |
| 1513             | Martin von Schweidnitz                                           | Prior in Brieg |
| 1514, 1515, 1525 | Johannes Pileatoris/Hoffmann/Hütter († 30. Juni 1538 in Breslau) | Prior, Dr., verfasste einen Nekrolog für seinen Konvent er war 1513 noch Kustos, siedelte 1525 nach Breslau über, später Prior im Dominikanerkloster Breslau |
| bis 1537         | Johannes Francisci (alias Cerdonis)                              | letzter Prior in Brieg, siedelte mit den letzten Mönchen nach Breslau über 1541 bis 1560 Prior in Breslau                                                    |

### Das Ende des Klosters
Die Einführung der Reformation 1524/25 und vor allem auch die Schriften Martin Luthers gegen das Mönchtum brachte das Kloster in schwere Bedrängnis. Die Spendenfreudigkeit innerhalb der Bürgerschaft hatte stark nachgelassen. Nach den Aufzeichnungen des Priors Johannes Piliatoris musste der Konvent seine zinnernen Krüge und Teller verkaufen, was dann einen Taler und 30 Groschen einbrachte. Damit musste sich der Konvent einige Zeit über Wasser halten. Zu Trinitais 1525 hatten sie nicht einmal mehr genügend Mehl, um Brot zu backen. Sie wurden dann von der Stadt und einigen wenigen Bürgern noch notdürftig unterstützt. Der Konvent löste sich in den Folgejahren weitgehend auf. Die Mönche traten zum lutherischen Glauben über, und/oder verließen das Kloster und wurden bürgerlich. Schon 1527 stand das Kloster fast leer. Nur wenige Mönche verblieben im Kloster. 1533 heiratete auch ein ehemaliger Dominikanermönch namens Lukas in Brieg. 1536 starb Bruder Franz, der Kantor des Dominikanerkonvents in Brieg.
Nach Eistert sollen die letzten Mönche 1537 vertrieben worden sein. Die wenigen Mönche gingen ins Dominikanerkloster Breslau. Die Güter des Klosters wurden säkularisiert. Über eine Entschädigung von Seiten des Herzogs an den Dominikanerorden ist nichts bekannt.
1540 erhielt der herzogliche Gefolgsmann Hans Rhor von Metzibor ein Häuslein beim Dominikanerkloster und das dem Kloster gehört hatte, zum erblichen Besitz. Es war frei von städtischen Abgaben, musste jedoch einen Jahreszins von einer Mark an das Hospital vor dem Breslauer Tor abführen. Dafür machte Hans Rhor eine nicht weiter spezifizierte Schenkung an das Dominikanerkloster zum Hlg. Kreuz auf dem Berge hinter den fürstlichen Ställen. Ob das nun eine irrtümlich Notiz ist, oder ob die Schenkung vielleicht noch an die letzten Brieger Mönche im Breslauer Kloster ging, ließ sich nicht klären.
1545 wurde das nun leer stehende Dominikanerkloster auf Befehl des Herzogs bis auf den Chor der Kirche abgebrochen, da es angeblich zu nahe an der Stadtmauer stand. Der Chor wurde nur ein Jahr später, obwohl die Stadt ihn erhalten wollte, ebenfalls abgerissen und der Platz der Stadt überlassen. Nach Eistert wurden die Gebeine der 1369 bestatteten Helena Gräfin von Orlamende 1546 feierlich in die Hedwigskirche übertragen. Auf dem eingeebneten Grund wurden Häuser gebaut.
Mit dem Tod von Herzog Georg Wilhelm I. starben die schlesischen Piasten aus und die Herzogtümer Liegnitz, Brieg, Wohlau und Ohlau fielen 1675 als letzte der schlesischen (Teil-)Herzogtümer an die Böhmische Krone heim. Damit fiel auch das Herzogtum Brieg unter das Restitutionsedikt von Kaiser Ferdinand II. von 1629.
Erst 1676 erhob der Dominikanerorden wieder Anspruch auf das Kloster Brieg und seinen Besitz. Was aus diesem Anspruch bzw. der Initiative wurde, ließ sich der Literatur nicht entnehmen bzw. hatte keinen Erfolg. Denn auf dem Provinzialkapitel der Dominikaner in Brünn am 24. Mai 1707 beantragten die Breslauer Dominikaner erneut, die untergegangenen Konvente in Brieg, Löwen und Liegnitz wieder zu beleben. Auch dieses Mal blieb es bei diesen Antrag.
Allerdings siedelten sich 1681 die Jesuiten in der Nähe des abgerissenen Klosters an und gründeten ein Collegium. 1735 wurde der Grundstein für die Kirche gelegt, die wiederum dem Heiligen Kreuz geweiht wurde.